# Čavoglave
Čavoglave jsou vesnice v šibenicko-kninské župě v Chorvatsku. Administrativně spadají pod općinu (obec) Ružić. Nacházejí se v hornaté krajině chorvatské Dalmácie nedaleko od hranice s Bosnou a Hercegovinou na silničním tahu Drniš–Sinj, na svahu kopce Veliki vrh v nadmořské výšce 420 m. V roce 2011 zde žilo 168 obyvatel.
Nenápadnou obec během Chorvatské války za nezávislost v 90. letech 20. století popularizovala píseň Bojna Čavoglave chorvatského zpěváka Marka Perkoviće – Thompsona, který je místním rodákem. Thompson také nechal financovat výstavbu Kostela chorvatských mučedníků, který je věnován padlým v konfliktu. Pravidelně se zde také konají v letních měsících koncerty. Obec je díky tomu turisticky navštěvovaná.
Obyvatelstvo Čavoglavů je po skončení války chorvatské národnosti.
Z této vesnice pocházel rovněž i rakouský malíř Ante Dabro.